# 福音主義
福音主義（ふくいんしゅぎ）は、キリスト教の用語で、大別して以下2つの異なる意味を持つ。
1. ドイツ語: evangelisch（主にドイツ語圏で）
  - （狭義）16世紀の宗教改革において主流派の地位を築き、その伝統の上にある教派。具体的には、ルター派教会、改革派教会（カルヴァン主義）、そしてその両者からなる福音主義合同教会が含まれる。→福音主義教会
  - （歴史的）その中でも特に、初期のルター派が自己言及において用いた言葉。
  - （広義）現代ドイツ語では、いわゆる新教（プロテスタント）全般を指す言葉。
2. 英語: evangelicalism, evangelical / ドイツ語: Evangelikalismus, evangelikal
  - プロテスタントのうち、米国・英国をはじめとする英語圏を中心として、自由主義神学に対抗して近現代に勃した、聖書信仰を軸とする神学的・社会的に保守派のムーブメント。→福音派

## ドイツ語圏における「evangelisch」
福音主義（evangelisch）は、古代ギリシア語: εὐαγγέλιον（euangelion、エウアンゲリオン）、すなわち「福音」に由来しており、ドイツ語圏では一般に“evangelisch（エヴァンゲリッシュ）＝「福音の」”という形容詞で用いられる。ドイツ語圏において「evangelisch」は、主としてマルティン・ルターあるいはジャン・カルヴァンの教えに基づく福音主義教会（Evangelische Kirche）を指す呼称である。伝統的に「福音主義教会」と呼ばれるのは、16世紀宗教改革以来の伝統を持ち、ドイツにおいては州政府（かつての領邦）に公認され主流派の地位を築いた州教会であり、教派としてはルター派教会と改革派教会に分けられる。ルター派と改革派が合同して一つの福音主義州教会を形成する場合もある。その合同派州教会は、ドイツでは福音主義合同教会に属している。その場合、各個教会が自教派の伝統に従った礼拝と教義を保持しながら合同している。ドイツの全ての州教会はドイツ福音主義教会（EKD）に加盟している。また、州教会とは別に、独立した福音主義の自由教会も存在している。
現代では語義が広がり、ドイツ人の新教諸教派の信徒が自身の信仰を示す時、「プロテスタント」ではなく「evangelisch」という語を用いる。ルター派教会、改革派教会、福音主義合同教会に属している大部分の信徒たちは「evangelisch」という語だけで信仰を示す。ルター派であっても改革派であっても「evangelisch」の一言で済ませてしまう。ドイツでは教会税申告時に所属教会を登録するが、「ローマ・カトリック教会」、「福音主義教会」をはじめ、州によっては復古カトリック教会なども含まれる幾つかの選択肢から選択することになっている。その際、ドイツ福音主義教会（EKD）に加盟している教会の信徒の場合、「プロテスタント」、「ルター派」、「改革派」等という名称は使われず、「福音主義」（evangelisch）の略語である「EV」を選択することとなっている。また、教会税の選択肢外ではあるが、福音主義自由教会連合には、16世紀宗教改革において非主流派として排斥されたアナバプテスト（再洗礼派）の一派であるメノナイトや、英国・米国発祥の比較的新しいプロテスタント教派であるメソジスト、バプテスト等も含まれている。

### 教会名称としての定着と発展
宗教改革者マルティン・ルターは、「福音」（Evangelium）、「福音の」（evangelisch）という概念を、使徒パウロの『ガラテヤの信徒への手紙』1章7節にならって用いた。その際ルターは「福音」を、イエス・キリストへの信仰によってのみ救われるという使信に結びつけている。福音主義（evangelisch）はルターにとってキリスト教会そのものであった。なぜなら、キリスト教会はイエスの使信を宣教するからである。
しかしながら、「ルター派の」（lutherisch）と「福音の」（evangelisch）という語を特定教派の名称として使用することについて、ルター本人は忌避した。
宗教改革の進展の中で、「福音主義」（evangelisch）という語が教派を示す意味を持つようになった。ヴェストファーレン条約締結後の1653年以降になると、公的な名称として、マルティン・ルターの流れを汲む「福音ルター派教会」（Evangelisch-Lutherische Kirchen）および、ツヴィングリ派の一部とジャン・カルヴァンの流れ（カルヴァン主義）を汲む「改革派教会」（Reformierte Kirchen）という名称も認知され始めた。1817年にルター派と改革派の教会合同によって成立したプロイセン福音主義教会において、「福音主義の」（evangelisch）という語が合同教会を包括的に示すものとして使われた。
さらに、現代のドイツ語圏において「福音主義の」（evangelisch）という語は、ルター派教会、改革派教会とその2派の合同教会以外にも、米国・英国を中心とするメソジスト、バプテスト等、いわゆるプロテスタント諸教派の自由教会に対しても使われている。そのような広義の「福音主義教会」への所属を示すものとしても、「福音主義の」（evangelisch）という語が使われている。
「プロテスタント」という語も存在するが、個人の信仰を表明する場合にはあまり用いられない。プロテスタントという語は、ルター派教会、改革派教会等という特定の教派ではなく、広義の宗教改革に立脚する教会全体を指す。自由主義が支配的だった19世紀後半から20世紀初めのドイツにおいて、プロテスタントという語は現在よりも積極的に使われていた。しかし、現代ドイツにおいてプロテスタントという語は、福音主義（evangelisch）と同じ意味で使われる場合もあるが、そうではなく、教会政治において革新的（急進的）路線を支持する人物、また、それとは反対の立場である保守派が、プロテスタントという語を用いて自らの立場を表明することもある。近年のドイツの福音主義教会では、（神学的）自由主義（リベラル、進歩派）の影響が強く、教会の人事等でも（穏健な）進歩派が強い地域が多い。この進歩派優勢の状況に不満を持つ教会内の保守派、あるいは急進派が集会を開催する場合に、主流の（穏健的）進歩派に抗する「プロテスタント（抗議者）運動」と称することが多いのである。教会政治における主流派に抗する革新派（急進派）・保守派の両対極集団が「プロテスタント」という名称を用いることを好むので、プロテスタントという語は現代ドイツでは政治的色彩を帯び続けている。

### 概念
宗教改革の教会は福音主義（evangelisch）という名称を用いることで、聖書のみを典拠にする立場を明確にする。古代の正統派教会が採択した信仰告白や教条（ニカイア・コンスタンティノポリス信条、カルケドン信条等）は定められた教義として認められているが、使徒教父文書のような伝承は単に歴史的に価値のある伝承としてのみに用いている。

### 福音派（evangelikal）との相違
ドイツ語圏において、福音主義（evangelisch）という呼称は、新しい概念「福音派」（evangelikal：エヴァンゲリカール）とは区別する必要がある。「福音派」を指すドイツ語の「evangelikal」は、英語の「evangelical」から来ている。しかし英語の「evangelical」も、元々はドイツ語の「evangelisch」と同義語であったため、英語からの逆輸入を経ることで語義の乖離が生じている。ルター派内のムーブメントである敬虔主義などを端緒として、近現代の米国・英国を中心に隆盛したこの大きな流れは、「evangelikal」という語で頻繁に表現されている。そこでの信仰姿勢においては、聖書信仰と個人の敬虔さが重きをなしている。福音派キリスト者とキリスト教根本主義（ファンダメンタル）は信仰理解が類似しており、性倫理についての見解などに関して、ドイツ国内ではその両者間で大きな違いは生じていない。ドイツにおいて福音派（evangelikal）は、新参の自由教会だけでなく、在来のドイツ福音主義教会（EKD）に属する州教会の内部にも存在している。

## 英語圏を中心とする「evangelical」
いわゆる「福音派」を指すことが多い英語の「evangelical」も、語源はドイツ語圏における「evangelisch」と同じく「福音的」という意味だが、近現代においてはプロテスタントのうち特に、米国・英国をはじめとする英語圏を中心に勃興・隆盛した、神学的・社会的に保守派・原理主義的なグループを指す名称として新しく生まれた概念・語義である。ここでいう「保守派」とは「伝統的」という意味ではなく、むしろ礼拝様式などの文化的要素に関しては、従来の教派に見られる伝統性を不純で旧教的なものと見なして否定し、簡素化・現代化する傾向が強い。

### 教派・学派による解釈の違い

#### 福音派の立場
日本福音同盟初代理事長の泉田昭は、「（神学的）自由主義（リベラル派）に対しての福音主義、エキュメニカル派に対しての福音派」と定義した。福音派の自己認識は、自らは福音主義であり、福音派だというものである。
日本キリスト教協議会（NCC）や、それに加盟する日本基督教団等は、エキュメニズム（カトリック教会等も含めた超教派融和運動）推進派（エキュメニカル派）であり、福音派の立場からは福音主義的ではないと見なされている。
エキュメニカル派に分類される日本基督教団は、公式にはプロテスタント合同主義を掲げるが、教団内部には「教会派」と「社会派」の対立がある。エキュメニカル派との対立概念である福音派においては、教会派と社会派の対立はエキュメニカル派内部の問題と考えられており、比較的には福音派と近い面がある教会派も、福音派とは見なされていない。

#### リベラル派・エキュメニカル派の立場
プロテスタント諸教派の信仰は、元々広く「福音主義」という名称で語られてきた歴史がある。よって、福音主義という語は、いわゆる「福音派」の専売特許ではないとする見方がある。例えば、アメリカ福音ルター派教会（Evangelical Lutheran Church in America）も、世界教会協議会（WCC）に加盟するエキュメニカル派に分類され、強いリベラル傾向を持つが、「Evangelical」、すなわち「福音主義の」という意味の名称を持っている。
「聖書のみ」が宗教改革者マルティン・ルターやジャン・カルヴァンらの原理であったが、プロテスタント諸教派がすべてこの原理を「厳密に（福音派の解釈どおりに）」解釈・適用しているわけではない。早くも16世紀宗教改革当時にルター派の基本理念をまとめた『アウクスブルク信仰告白』においても、“第15条 教会の儀式について－福音に反しない限りにおいて、古くからの教会の益となる伝統は守られるべきである”と宣言されている。また、広義のプロテスタントに含まれることもある聖公会は、「聖書・伝統・理性」の三本柱を信仰の基盤とする。そして、近現代の自由主義神学派や新正統主義神学派は、福音派が根本原理とする「聖書信仰」（聖書無謬説、十全霊感説等）に対して懐疑的・否定的である。しかし、それらの教派・学派も、自らの立場を（福音派とは異なった意味で）「福音主義」あるいは「福音的」（evangelical）であると自認する場合がある。
他方、いわゆる福音派も、様々な教義的・歴史的背景を持つプロテスタント諸教派にまたがるムーブメントであるため、実際には必ずしも一枚岩ではなく、様々な見解の違いや温度差がある。また、自由主義神学やエキュメニズムに対して否定的であり、聖書信仰を軸とするプロテスタント保守派であっても、それが即ち福音派というわけではない。米国に拠点を置くルター派の一派であるミズーリ・シノッドやウィスコンシン・シノッドなどは、思想的には保守的で福音派と共通する面が多いが、礼拝様式などの面ではむしろ改革派の影響を受けたドイツのルター派よりも伝統的であり、福音派のグループとは距離を置いている。